# Morgny-la-Pommeraye
Morgny-la-Pommeraye település Franciaországban, Seine-Maritime megyében. Lakosainak száma 1068 fő (2022. január 1.). Morgny-la-Pommeraye Bierville, Blainville-Crevon, Pierreval, Quincampoix, Saint-André-sur-Cailly és La Vieux-Rue községekkel határos.

## Népesség
A település népességének változása:
| Lakosok száma | 992  | 1005 | 1035 | 1023 | 1030 | 1076 | 1074 | 1071 | 1068 |
|               | 2013 | 2015 | 2016 | 2017 | 2018 | 2019 | 2020 | 2021 | 2022 |